# Franz Fühmann
Franz Fühmann, född 15 januari 1922 i Rochlitz an der Iser i Tjeckoslovakien (idag Rokytnice nad Jizerou i Tjeckien), död 8 juli 1984 i Berlin i DDR, var en tysk författare och översättare.
Fühmann blev en entusiastisk anhängare till nazismen och gick in som frivillig i den tyska armén. Han hamnade i sovjetisk krigsfångenskap och förvandlades till en övertygad marxist i lägret. 1949 flyttade han till DDR. Han kritiserade den östtyska kulturpolitiken men valde ändå att stanna i DDR där han understödde unga författare.